# Charta (Newsgroup)
Eine Charta einer  Usenet-Newsgroup legt zusammen mit der Tagline (Kurzbeschreibung) fest, welche Inhalte dorthin gehören, und bei manchen Newsgroups auch, wie sie gepostet (veröffentlicht) werden dürfen.
Chartas regeln nicht nur eine thematische Gliederung der Newsgroups. Manche Chartas schreiben für bestimmte Teile des Usenet vor, dass Inserate, Diskussionen und Binärdateien in getrennte Newsgroups gehören.
Die Chartas der Big Eight (ihre Namen beginnen mit comp., humanities., misc., news., rec., sci., soc. und talk.) sowie der deutschsprachigen de-Hierarchie werden durch Mehrheitsentscheid basisdemokratisch beschlossen. Dies ist oft mit der Entscheidung verbunden, ob eine bestimmte Newsgroup neu geschaffen werden soll, oder manchmal auch, ob und wie ein Teil des Usenet anders in einzelne Newsgroups aufgeteilt werden soll. Zunächst wird in einem Request for Discussion (RfD) ausdiskutiert, worüber abgestimmt werden soll. Anschließend wird in einem Call for Vote (CfV) per E-Mail abgestimmt. Eine Charta kann aus Teilen bestehen, über die einzeln abgestimmt wird, so dass vor der Abstimmung niemand weiß, wie die Charta insgesamt aussehen wird.
Im Gegensatz zu Chartas ist die Netiquette keine Regel, sondern eine Empfehlung. Eine FAQ (frequently asked questions), soweit vorhanden, ist ebenfalls keine Regel, sondern gibt Aufschluss darüber, welche Frage man nicht schon wieder zu stellen braucht, weil sie in der FAQ schon längst beantwortet ist.

## Beispiel
Als Beispiel die Charta der Newsgroup de.rec.sf.perry-rhodan, die Inhalts- und Formvorgaben macht:

„Für Diskussionen und Informationsaustausch zu allen Aspekten von Perry Rhodan: die Serie selbst, Abkömmlinge und Schwesterserien im PR-Universum (Atlan-Serie, PR-Taschenbücher), darauf basierende Produkte (Computer-, Rollenspiele, Film), das dazugehörige Fandom, usw.
Teilnehmer sind dazu angehalten die Betreffzeilen (Subject) ihrer Beiträge so zu gestalten, daß darin keine Überraschungen der Serie vorweggenommen werden.
Beispiel:
FALSCH: Band 2312: Perry Rhodan ist gestorben!!!
RICHTIG: Kommentar zu Band 2312
Ebenfalls wird empfohlen, bei Diskussionen zu aktuellen Themen der Serie am Anfang der Nachricht anzugeben, von welchem Stand (Band-Nr.) der Leser auszugehen hat.“